# Spermophora kivu
Spermophora kivu är en spindelart som beskrevs av Huber 2003. Spermophora kivu ingår i släktet Spermophora och familjen dallerspindlar.
Artens utbredningsområde är Kongo. Inga underarter finns listade i Catalogue of Life.